# Entscheidungsunterstützungssystem
Dieser Artikel wurde aufgrund inhaltlicher und/oder formaler Mängel auf der Qualitätssicherungsseite des Portals Wirtschaft eingetragen. 
Du kannst helfen, indem du die dort genannten Mängel beseitigst oder dich an der Diskussion beteiligst.
Entscheidungsunterstützungssysteme (kurz: EUS oder engl. Decision Support Systems (kurz: DSS)) sind Softwaresysteme, die für menschliche Entscheidungsträger für operative und strategische Aufgaben relevante Informationen ermitteln, aufbereiten, übersichtlich zusammenstellen und bei der Auswertung helfen.
Dazu gehören Funktionen zur Sortierung und Filterung von Daten, ihre flexible Darstellung sowie Auswertungsmöglichkeiten wie Summen oder Durchschnittsberechnungen, Vergleiche etc. Weiter gehende Funktionen erlauben die Ausführung von Modellrechnungen (Szenarien, Prognosen) und die Verknüpfung der Daten mit Optimierungsalgorithmen.
Wichtig sind
- flexible Anpassung an sich ändernde inhaltliche und technische Gegebenheiten und wechselnde Fragestellungen
- flexible Änderung von Einstufungen der Relevanz von Informationen
- einfache Bedienbarkeit auch durch die Entscheidungsträger selbst

Die Interpretation, Bewertung und Beurteilung der Informationen und die Entscheidungsfindung bleibt Sache des Menschen. Aufgabe des Systems ist es, die Informationen übersichtlich darzustellen und automatisiert auf Besonderheiten hinzuweisen, etwa Grenzwertüberschreitungen hervorzuheben.
Neben dieser Aufgabe der Auswertung zusammengeführter Daten steht das Sammeln, Aktualisieren und das Verwalten (wie z. B. Historisieren und Löschen) von Einzelinformationen.
Bestrebungen zur Schaffung solcher Systeme werden bereits seit den frühen Anfängen des Computerzeitalters (ab Mitte der 1950er-Jahre) unternommen (General Ledger), als für operative Zwecke entstandene Datenbestände und eine fortschreitende Entwicklung der Rechnerleistung Wünsche nach weiter gehenden Informationen auslösten. Und nach wie vor entstehen, durch neue Anforderungen getrieben und durch technische Fortentwicklungen ermöglicht, neue, erweiterte Systemkomponenten dieser Art.
Der Begriff „Entscheidungsunterstützungssystem“ gilt hier als Überbegriff für Systeme mit der oben genannten Charakteristik. Daneben ist er die deutschsprachige Entsprechung von Decision Support Systems, kurz DSS, einer konkreten Variante dieses Systemtyps, die den Namen der ganzen Familie prägte. Mit ähnlichen Begriffen, z. B. „Entscheidungssoftware“ werden auch Softwareprodukte bezeichnet, die das Bewerten von Alternativen in Prozessen der Entscheidungsfindung unterstützen, z. B. nach der Scoring-Methode.

## Vertreter
Entscheidungsunterstützungssysteme wurden je nach Entwicklungszeitpunkt unter Nutzung anderer, neuerer technischer Architekturprinzipien erstellt, die von ihren Herstellern meist mit erheblichem Marketingaufwand positioniert wurden. Sie trugen mitunter auch deren Bezeichnungen („unser MIS“). Die bekanntesten Vertreter dieser Architekturen sind (in chronologischer Reihenfolge) nachfolgend genannt. Sie lassen sich in drei Kategorien einteilen: EUS mit Datenfokus, EUS mit Modellfokus und EUS mit Präsentationsfokus.
| System                               | Einführung    | Fokus              |
| ------------------------------------ | ------------- | ------------------ |
| GL (General Ledger)                  | Mitte 1950er  | Datenfokus         |
| MIS (Management Information Systems) | Ende 1960er   | Datenfokus         |
| DSS (Decision Support Systems)       | Anfang 1970er | Modellfokus        |
| EIS (Executive Information Systems)  | Ende 1980er   | Präsentationsfokus |
| Data-Warehouse                       | Anfang 1990er | Datenfokus         |
| OLAP (Online Analytical Processing)  | Anfang 1990er | Modellfokus        |
| Business Intelligence                | Anfang 1990er | Präsentationsfokus |
| Business Performance Management      | Ende 1990er   | Modellfokus        |

### General Ledger
Der GL greift die reinen Kontierungsvorgänge des betrieblichen Rechnungswesens (das aufgrund seiner primär externen Adressaten nur bedingt zur Entscheidungsfindung beitragen kann) ab und bietet die Möglichkeit, diese mit auswertbaren Informationen anzureichern (Kundennummer, Werk, Materialposition etc.). Siehe dazu Hauptbuchhaltung.

### Management-Informationssystem (MIS)
MIS ist das einzige EUS, das in seiner ursprünglichen Form nicht mehr genutzt wird, da die Handhabung sehr kompliziert war: Es wurde eigens eine Abteilung mit Technikern beschäftigt, die für die Erstellung der Berichte zuständig war, da auf damalige Dateisysteme nur mittels Schlüssel zugegriffen werden konnte.

### DSS (Decision Support Systems)
DSS war der erste Ansatz, der dem Management (aber auch dem Landschaftsmanagement und dem Katastrophenmanagement) Unterstützung brachte, da in einem DSS Modelle und Methoden hinterlegt waren, um Simulationen durchzuführen (Monte-Carlo-Simulation u. a.).

### EIS/FIS (Führungsinformationssystem)
Da die benötigten Auswertungen im Regelfall in einer Hierarchiestufe unterhalb des Top Managements erledigt wurden und man diese dann manuell grafisch aufbereitete, um sie vorzulegen, entwickelte man ein System, mit dem das Management direkt auf grafische Auswertungen zugreifen konnte – Führungsinformationssystem.

### Data-Warehouse
Dem EIS wurde immer (zu Recht) vorgeworfen, zu oberflächlich zu arbeiten, da die Datenschicht nur eine sekundäre Rolle spiele. Das Data-Warehouse bildet eine Art Rückbesinnung auf das Wesentliche; die Datenschicht. Auf ein Data-Warehouse wird heute in der Regel mit einem OLAP-System oder EIS zugegriffen. Es kann als Datenbasis für ein Entscheidungsunterstützungssystem dienen.

### OLAP
Online Analytical Processing ist die mehrdimensionale Speicherung und Auswertbarkeit von Daten im Format sogenannter OLAP-Würfel.

### Business-Intelligence
Unter Business-Intelligence versteht man Werkzeuge zur Verteilung von Informationen im Unternehmen in Form von Kennzahlen-Cockpits, Berichten und Analysen.

### Business-Performance-Management
Business-Performance-Management ist die Erweiterung des Business-Intelligence-Ansatzes um prozessorientierte Werkzeuge für Planung, Prognosen und Simulationen.